# Mauro Jöhri
Mauro Jöhri, OFMCap. (ur. 1 września 1947 roku w Bivio, w południowej Gryzonii, w Szwajcarii) – profesor teologii, minister generalny Zakonu Braci Mniejszych Kapucynów, główny przełożony Zakonu w latach 2006–2018.
Wstąpił do zakonnego nowicjatu w 1964. Studiował teologię w zakonnym Seminarium w Solothurn. Przyjął święcenia kapłańskie w 1972 i kontynuował naukę we Fryburgu, Tybindze i Lucernie, gdzie otrzymał doktorat. Kolejne lata spędził w sanktuarium Madonna del Sasso w Locarno, gdzie pracował jako nauczyciel. Jednocześnie uczył teologii dogmatycznej oraz podstaw teologii w Seminarium Teologicznym w Chur oraz posługiwał jako nauczyciel teologii na Uniwersytecie w Lugano.
Został ministrem prowincjalnym szwajcarskiej prowincji Zakonu Kapucynów w 1995. Studiował na Institut de formation humaine intégrale w Montrealu. W 2006 został wybrany ministrem generalnym Zakonu Braci Mniejszych Kapucynów. W latach 2013–2015 był wiceprzewodniczącym Unii Wyższych Przełożonych. W 2015 wybrany został przewodniczącym Unii Wyższych Przełożonych.
Jöhri mówi biegle po niemiecku, włosku, francusku oraz w języku romansz – we wszystkich czterech językach urzędowych w Szwajcarii.